# Шумкин, Василий Григорьевич
Василий Григорьевич Шумкин (21 декабря 1877 — 15 апреля 1931) — революционер, партийный работник. Партийные клички — Старик, Борода.

## Биография
Родился 21 декабря 1877 года в Медынском уезде Калужской губернии.
Член Коммунистической партии с 1893 года. Будучи рабочим завода Гаккенталя (впоследствии «Манометр») вёл революционную работу среди московского пролетариата.
В 1905 году во время Декабрьского вооруженного восстания являлся начальником боевой дружины завода Гужона (впоследствии «Серп и молот»). В 1912 году партией был направлен в Прагу для связи с В. И. Лениным.
С 25 декабря 1919 года по 9 января 1920 года являлся председателем Томского губернского революционного комитета.
Во время Великой Октябрьской революции являлся одним из руководителей Красной гвардии Сокольнического района
Участвовал в гражданской войне.
С 1922 года служил в охране Ленина в Горках. После 1924 года работал в ЦКК ВКП(б).

## Память
В его честь в Москве названа улица, бывшая Митьковская в Сокольниках .